# James Black (patinador)
James Black (Grimsby, Inglaterra, 22 de setembro de 1980) é um ex-patinador artístico britânico.

## Principais resultados
| Resultados            | Resultados    | Resultados        | Resultados       | Resultados       | Resultados    | Resultados       | Resultados    | Resultados    | Resultados    | Resultados    | Resultados    | Resultados    |
| Internacional         | Internacional | Internacional     | Internacional    | Internacional    | Internacional | Internacional    | Internacional | Internacional | Internacional | Internacional | Internacional | Internacional |
| Evento/Temporada      | 1999– 2000    | 2000– 2001        | 2001– 2002       | 2002– 2003       | 2003– 2004    | 2004– 2005       |               |               |               |               |               |               |
| --------------------- | ------------- | ----------------- | ---------------- | ---------------- | ------------- | ---------------- | ------------- | ------------- | ------------- | ------------- | ------------- | ------------- |
| Campeonato Mundial    |               |                   | 35.º             |                  |               |                  |               |               |               |               |               |               |
| Golden Spin of Zagreb | 17.º          |                   | 13.º             |                  | 9.º           |                  |               |               |               |               |               |               |
| Karl Schäfer Memorial |               | 13.º              |                  |                  |               |                  |               |               |               |               |               |               |
| Nebelhorn Trophy      |               |                   | 7.º              |                  |               |                  |               |               |               |               |               |               |
| Nacional              |               |                   |                  |                  |               |                  |               |               |               |               |               |               |
| Campeonato Britânico  | 5.º           | Medalha de bronze | Medalha de prata | Medalha de prata | 7.º           | Medalha de prata |               |               |               |               |               |               |
|                       |               |                   |                  |                  |               |                  |               |               |               |               |               |               |